# Namuka (Vanuatu)
Namuka ist eine kleine Insel in der Provinz Shefa des Inselstaats Vanuatu im Korallenmeer.
Die unbewohnte Insel liegt etwa vier Kilometer vor der Südküste von Épi.